# Allochromis welcommei
Allochromis welcommei é uma espécie de peixe da família Cichlidae.
É endémica do Uganda.